# Rollingergrund-Belair-Nord

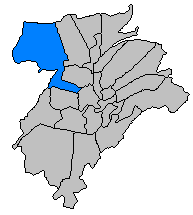
Rollingergrund-North Belair, a nord-ovest di Lussemburgo.

Rollingergrund-Belair-Nord (in lussemburghese Rollengergronn-Belair-Nord, in francese Rollingergrund-Belair-Nord, in tedesco Rollingergrund-Belair-Nord) è un quartiere a nord-ovest Lussemburgo, capitale del Lussemburgo. Un tempo era il comune di Rollingergrund.
Nel 2001 il quartiere aveva una popolazione di 3 372 abitanti.